# Pangermanismus

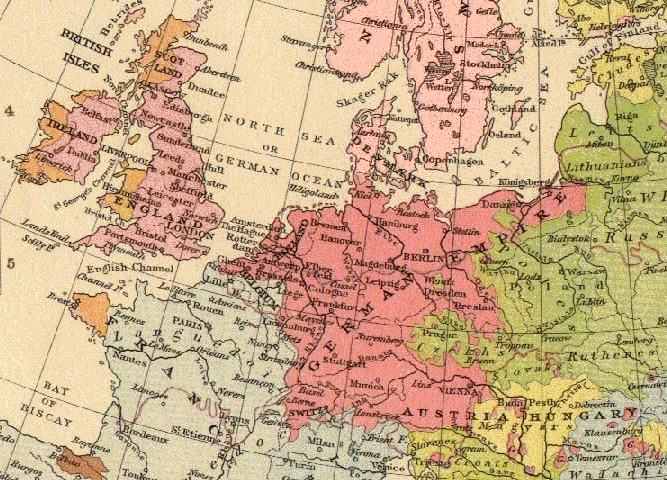
Etnografická mapa Evropy z The Times Atlas (1896), kde jsou germánsky mluvící etnika zobrazena odstíny růžové:
Němci
Angličané
Skandinávci

Pangermanismus (lat.), též všeněmectví, je v širším smyslu ideologie solidarity všech národů, mluvících germánskými jazyky, v užším smyslu politické úsilí o spojení německých zemí (velkoněmecká koncepce 1848), další rozšíření německého vlivu, germanizaci, podrobení jiných národů a rozšíření území zejména na východ a na Balkán. V této podobě byl od konce 19. století ideovou a politickou složkou německého imperialismu a expanze po vzniku Německé říše (1871).
Hlavním šiřitelem pangermanismu byl Všeněmecký svaz, založený 1891. Prvním vyvrcholením byly německé expanzivní cíle v době první světové války. Po porážce Německa v roce 1918 se k ideologii přihlásily nacionalistické proudy a nacionální socialisté, zejm. NSDAP. Pangermanismus po roce 1933 byl součástí oficiální ideologie Třetí říše a od roku 1943 Velkoněmecké říše.

## Historie
Myšlenky o národním a jazykovém příbuzenství všech Germánů se objevovaly už v předchozích staletích, nesledovaly však přímo politické cíle. Výrazně se aktualizovaly v napoleonských válkách, kdy v důsledku politické rozdrobenosti Německa bojovali například 1806 Bavoři a Sasové proti Prusům a Rakušanům. Pangermánské myšlenky se pak na jedné straně omezily na německy mluvící etnika, případně Holanďany a Skandinávce, na druhé straně začaly politicky působit. Heinrich Heine, G. W. F. Hegel a další podporovali německé národní uvědomění. Německá celní unie (1819), rychlá industrializace a celkový vzestup německých zemí vedly k požadavku jednotného národního státu, který ovšem narazil zejména na rakouský odpor. Němečtí revolucionáři roku 1848, například Richard Wagner nebo bratři Grimmové, zastávali myšlenku národního státu. Podle autora pozdější hymny "Deutschland, Deutschland" H. von Fallersleben měl sahat od řeky Meuse po litevskou Klaipédu (Memel) a od italské Adiže po Dánsko.

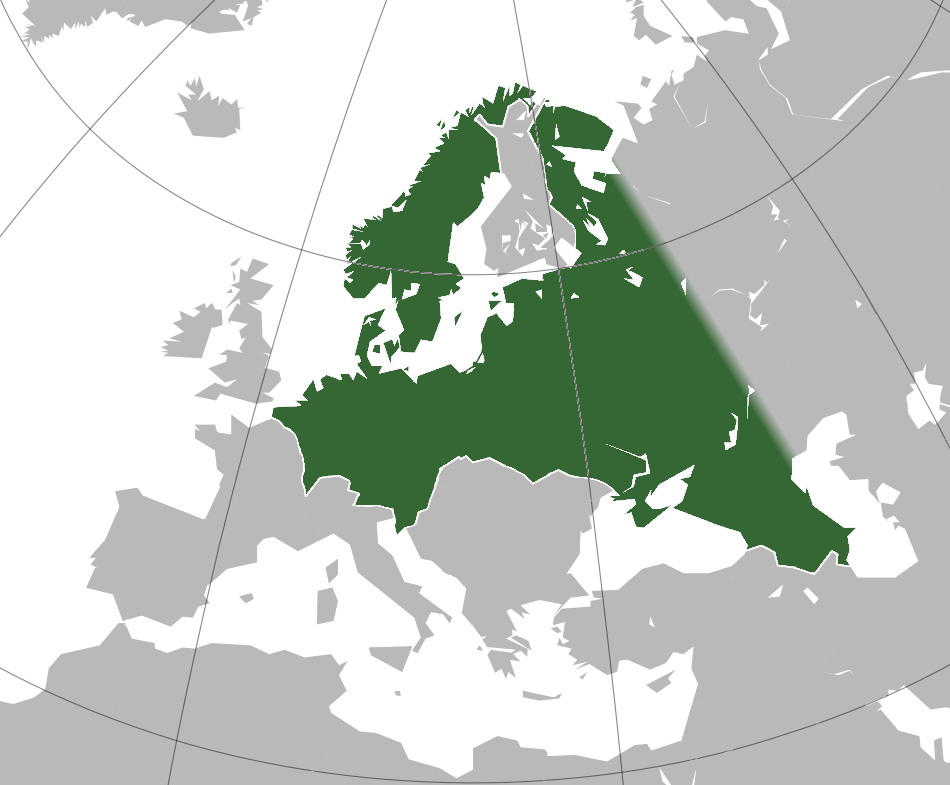
Cílové hranice Velkoněmecké říše podle Generalplan Ost a jiných zdrojů.

Po porážce Rakouska 1866 prosadil kancléř Otto von Bismarck "Maloněmeckou koncepci" bez Rakouska, aby posílil pruskou hegemonii. Po porážce Francie 1871 vznikla Německá říše a její úspěchy oživily nový, vyloženě imperiální pangermanismus. Vlivní autoři jako Friedrich List nebo Paul de Lagarde propagovali expanzivní politiku germanizace a kolonizace, zejména na východ a na Balkán, případně na Blízký Východ. Dosavadní "méněcenné" obyvatelstvo, zejména židovské a slovanské, je podle nich třeba nahradit Němci, kteří potřebují "životní prostor" (Lebensraum). V Rakousku podobné myšlenky propagoval Georg von Schönerer, který inspiroval Hitlera, velký ohlas měly také v Norsku (Bjørnstjerne Bjørnson, Knut Hamsun, Henrik Ibsen). Přirozenou reakcí na pangermanismus byl panslavismus, který prošel obdobným vývojem.
Do první světové války šlo Německo s územními nároky na západě i na východě, ale po porážce 1918 naopak mnoho ztratilo. Poválečné krize v Německu a zhoršení podmínek německých menšin v bývalém Rakousko-Uhersku podporovaly pangermánské nálady, kterých pak využili nacisté a program začali uskutečňovat. Po katastrofální porážce Německa 1945 a jeho rozdělení si většina Němců uvědomila zhoubné důsledky pangermanismu a jeho myšlenky v současnosti žijí jen mezi extrémními skupinami v Rakousku i Německu.